# Chocolate Salty Balls (P.S. I Love You)
Chocolate Salty Balls (P.S. I Love You) è un brano musicale del 1998 interpretato dal personaggio Chef della serie animata South Park, che era doppiato da Isaac Hayes. Chocolate Salty Balls (P.S. I Love You) venne usata nell'episodio Il dramma di Mr. Hankey, mandato in onda il 19 agosto 1998, e pubblicato come singolo il 14 dicembre dello stesso anno. Chocolate Salty Balls (P.S. I Love You) entrò in varie classifiche mondiali, comprese quelle irlandesi e britanniche, dove raggiunse la posizione numero 1.

## Composizione e pubblicazione
Chocolate Salty Balls (P.S. I Love You) venne scritta dal co-creatore di South Park Trey Parker e prodotta da Rick Rubin. Si tratta di una novelty funk interpretata da Isaac Hayes, che era anche il doppiatore di Chef nella serie. Il testo gioca su delle allusioni volgari in quanto l'alimento che dà il titolo alla canzone è un riferimento ai testicoli di Chef. Nella prima e seconda strofa, il personaggio descrive le sue "palle salate di cioccolato" ed elenca gli ingredienti per prepararle, mentre in quella finale egli teme che la sua preparazione si sia bruciata ed esorta l'amante a soffiarci sopra per raffreddarle. Durante il ritornello, Chef incita l'ascoltatore a "succhiarle". Nonostante la canzone descriva una preparazione contenente sale, questo ingrediente non viene mai citato. Nella canzone è presente un campionamento della versione di One Bourbon, One Scotch, One Beer interpretata da George Thorogood.
Il brano venne pubblicato per la prima volta il 24 novembre 1998 nell'album Chef Aid: The South Park Album. In questa versione, la traccia si apre e conclude con uno scroscio di applausi. La traccia venne poi pubblicata su singolo il 14 dicembre dello stesso anno. Vi è anche una versione della canzone, contenuta nella compilation New Hits 99, con un assolo di sassofono e un finale diverso.

## Accoglienza
Chocolate Salty Balls (P.S. I Love You) raggiunse la posizione numero 1 nella UK Singles Chart. La canzone aspirava a divenire l'ambito singolo alla prima posizione delle classifiche di Natale nel Regno, ma venne superata con una differenza di 8.000 copie da Goodbye delle Spice Girls. La traccia fu quella al secondo posto che vendette il maggior numero di copie settimanali da quando gli Wham! pubblicarono Last Christmas nel 1984. La settimana successiva, il brano superò in termini di vendite Goodbye, regalando a Isaac Hayes il suo primo e unico successo numero uno nel Regno Unito. La canzone divenne il settimo singolo più venduto del 1998 nel Regno Unito.
Chocolate Salty Balls (P.S. I Love You) riuscì anche a inserirsi al primo posto della classifica irlandese e ad entrare nella top 10 in Danimarca, Paesi Bassi e Norvegia. Entrò anche alla posizione numero 14 nella classifica australiana il febbraio del 1999.

## Formazione
- Isaac Hayes – voce
- Eric Presley – basso
- Matt Stone – batteria
- Bruce Howell – chitarra
- Trey Parker – tastiere
- Chris Trujillo – percussioni